# St. Anton (Hausham)
Die katholische Pfarrkirche St. Anton befindet sich in der Gemeinde Hausham und gehört zum Dekanat Miesbach im Erzbistum München und Freising.

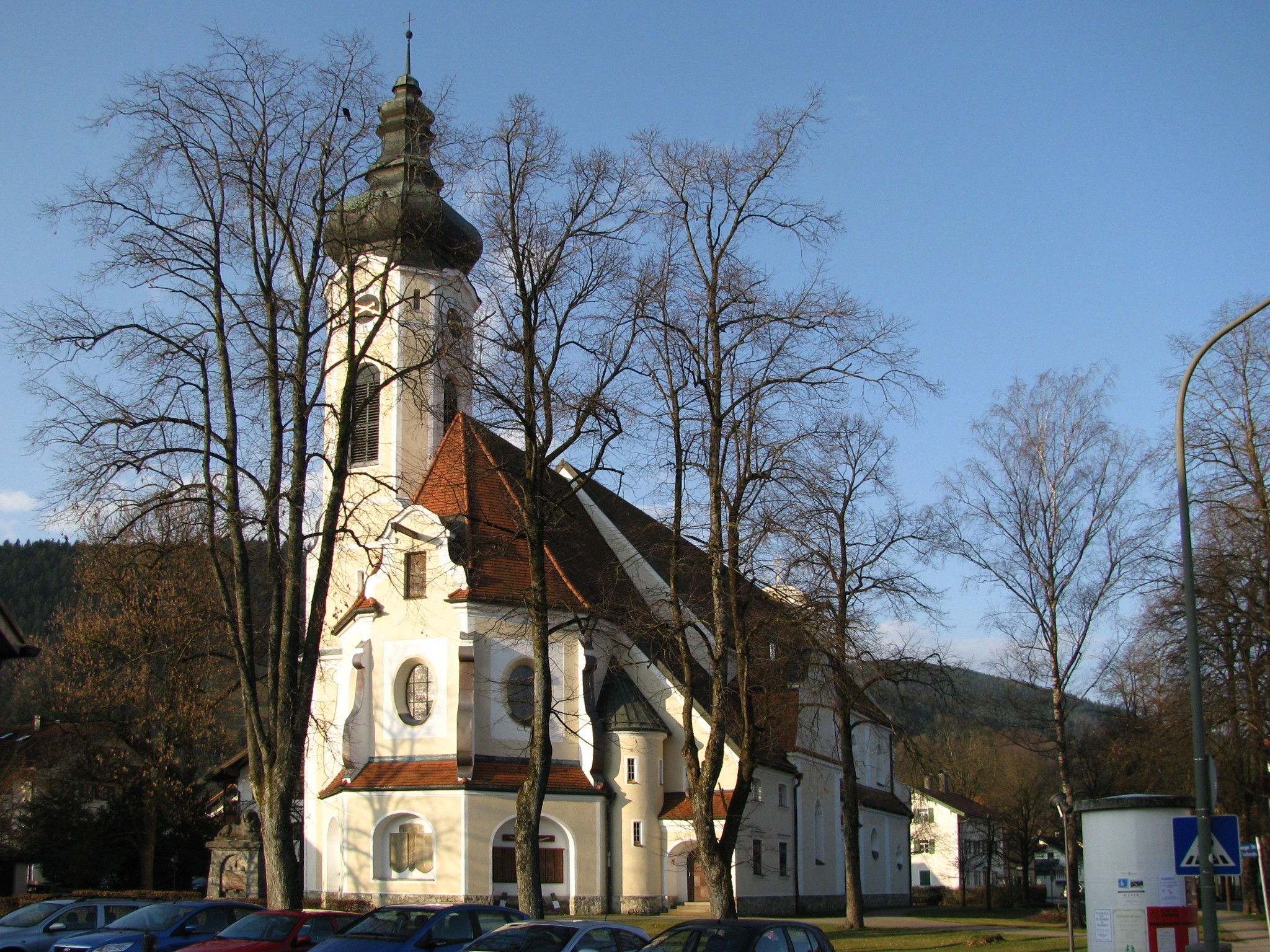
Pfarrkirche St. Anton

## Ort und Geschichte
Mit dem aufkommenden Steinkohlenbergbau im 19. Jahrhundert siedelten sich viele neue Bewohner an, und so wurde auch eine neue Kirche notwendig. 1902 gründete man einen Kirchbauverein, der die Mittel für das große Projekt organisierte. 1905 wurde ein Entwurf des Münchner Architekten Richard Berndl für eine Kirche mit Pfarrhof und gegenüberliegendem Friedhof auf der Haushamer Alm veröffentlicht; die Baukosten der Kirche ohne Nebengebäude, Außenanlagen und Einrichtung veranschlagte Berndl auf 130.000 Mark. Dieser Plan wurde jedoch verworfen.
Unter großen Opfern der Bevölkerung konnte schließlich innerhalb kurzer Zeit die Kirche errichtet werden. Am 1. November 1909 feierte man den ersten Gottesdienst, nach Vervollständigung der Ausstattung erfolgte 1912 die feierliche Konsekration und 1914 wurde die Kirche zur Pfarrkirche erhoben.

## Architektur
Der Architekt des 1909 im neubarocken Stil fertiggestellten Gotteshauses war der Regensburger Heinrich Hauberrisser. Die Kirche ist in gelb und weiß gehalten. Auf der Westseite befindet sich ein Volutengiebel. Der Glockenturm hat einen Zwiebelhelm. Das Gotteshaus zeigt sich als ein breiter, fünfjochiger Saalbau mit eingezogenem, dreiseitig geschlossenem Chor. Der Hauptraum wird von einem gedrückten Stichkappentonnengewölbe überspannt. Der Altarraum ist durch einen Chorbogen im Jugendstil ausgeschieden.

## Ausstattung

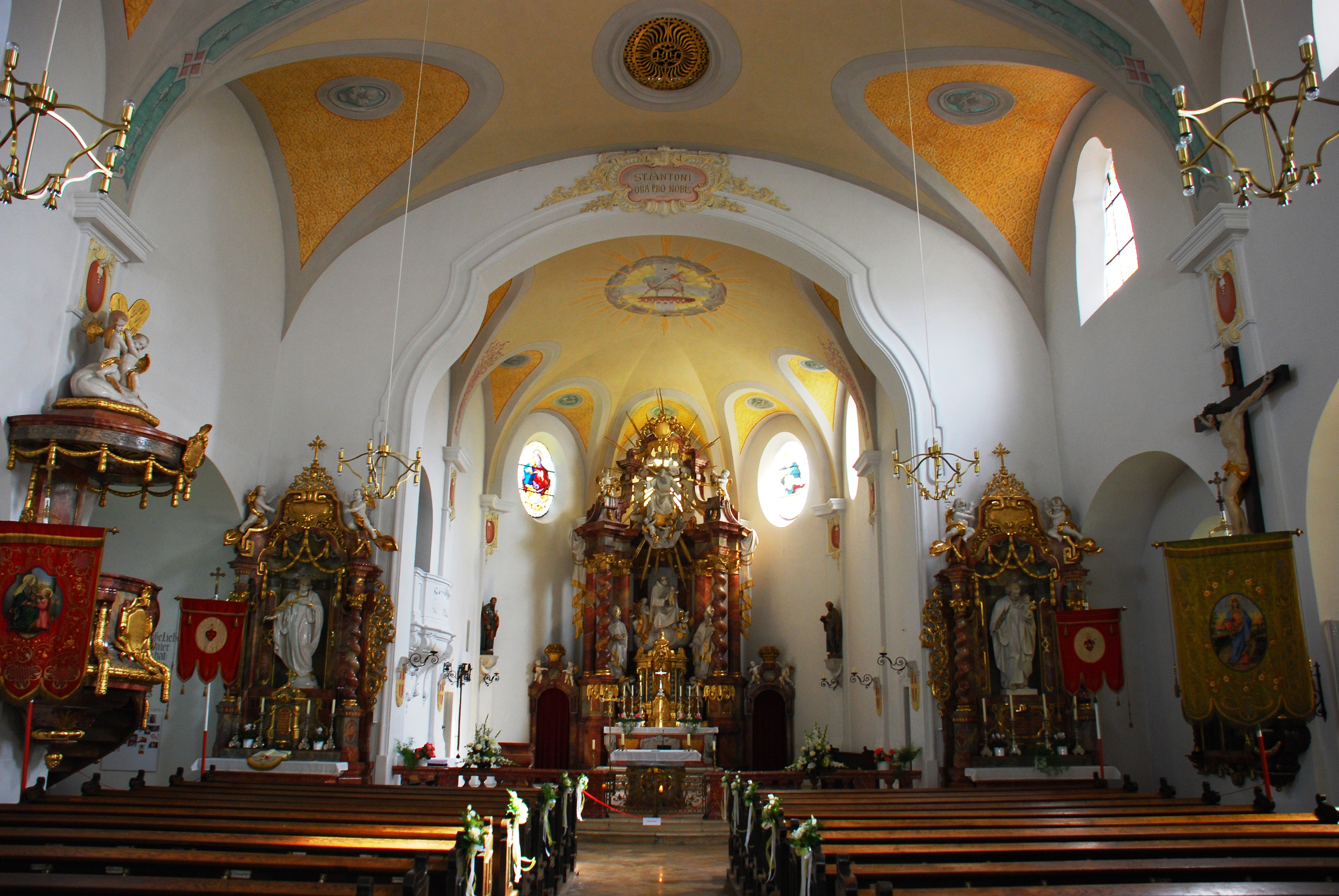
Inneres der Kirche St. Anton

### Altäre
Der Regensburger Bildhauer Georg Schreiner schuf drei Altaraufbauten in Stuckmarmor sowie die Kanzel. Diese Elemente sind jeweils im Jugendstil gehalten. Der Hochaltar stellt in der zentralen Figurengruppe den Kirchenpatron Antonius mit dem Jesuskind dar, daneben den Bistumspatron Korbinian und den heiligen Rupert von Salzburg. Die beiden Seitenaltäre zeigen eine Maria Immakulata und Josef von Nazaret. Der Zelebrationsaltar (Volksaltar) fügt sich harmonisch in das Ensemble ein. Eine Kommunionbank in Stuckmarmor bildet den Abschluss des Altarraumes.

### Orgel

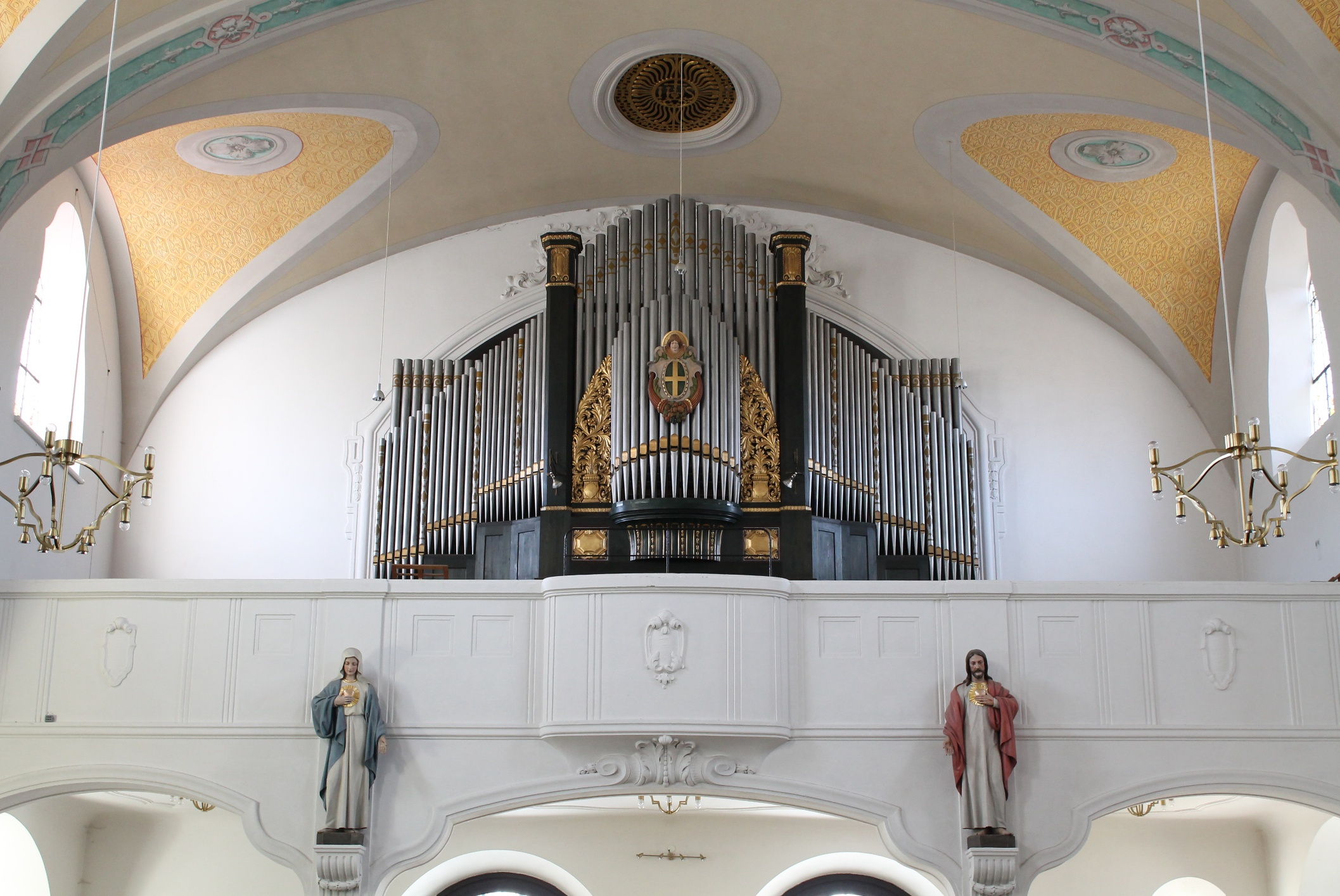
Die Koulen-Orgel

Die Orgel auf der Westempore mit einem Freipfeifenprospekt, entworfen von Hauberrisser, wurde 1911 von Heinrich Koulen als op. 176 gebaut.  Sie hat 32 Register auf zwei Manualen und Pedal, pneumatische Spiel- und Registertraktur und Taschenladen. 2013 wurde das Instrument von Orgelbau Vleugels restauriert. Die Disposition lautet:
| I Hauptwerk C–g3 |       |
| Bordun           | 16′   |
| Prinzipal        | 8′    |
| Quintaden        | 8′    |
| Gamba            | 8′    |
| Flautenmayor     | 8′    |
| Gemshorn         | 8′    |
| Gedeckt          | 8′    |
| Dolce            | 8′    |
| Octav            | 4′    |
| Flöte            | 4′    |
| Mixtur II–IV     | 2 ⁄3′ |
| Trompete         | 8′    |

| II Schwellwerk C–g3 |       |
| Prinzipal           | 8′    |
| Flöte               | 8′    |
| Liebl. Gedeckt      | 8′    |
| Fernflöte           | 8′    |
| Salicional          | 8′    |
| Vox Coelestis       | 8′    |
| Hohlflöte           | 4′    |
| Violine             | 4′    |
| Piccolo             | 2′    |
| Sesquialtera II     | 2 ⁄3′ |
| Fagott              | 16′   |
| Coranglais          | 8′    |
| Tremolo             |       |

| Pedal C–d1   |         |
| Violon       | 16′     |
| Subbass      | 16′     |
| Stillgedeckt | 16′     |
| Quintbass    | 10 2⁄3′ |
| Octavbass    | 8′      |
| Cello        | 8′      |
| Gedecktbass  | 8′      |
| Posaune      | 16′     |

### Weitere Ausstattung
Auf dem Deckengemälde aus dem Jahr 1930, geschaffen von Anton Niedermaier, findet sich neben der Haushamer Kirche vor heimischer Bergkulisse die heilige Barbara als Patronin der Bergleute. Sie erinnert an die seit 1966 der Vergangenheit angehörenden Epoche des Bergbaus in Hausham. In den Glasfenstern aus der Bauzeit der Kirche sind heilige Gestalten dargestellt: Z. B. Elisabeth von Thüringen, Georg, Vinzenz von Paul, Josef von Nazaret und der Erzengel Michael. Die Taufkapelle auf der linken Seite ist mit einem Glasfenster verziert, auf dem die Taufe Christi durch Johannes den Täufer dargestellt wird. Auf der Südseite befindet sich ein Oberlicht, welches ein offenes Fenster vortäuscht, durch das eine Taube mit Ölzweig zu fliegen scheint. Diese Darstellung spielt auf die Geschichte Noachs im biblischen Buch Genesis an.

## Vorplatz

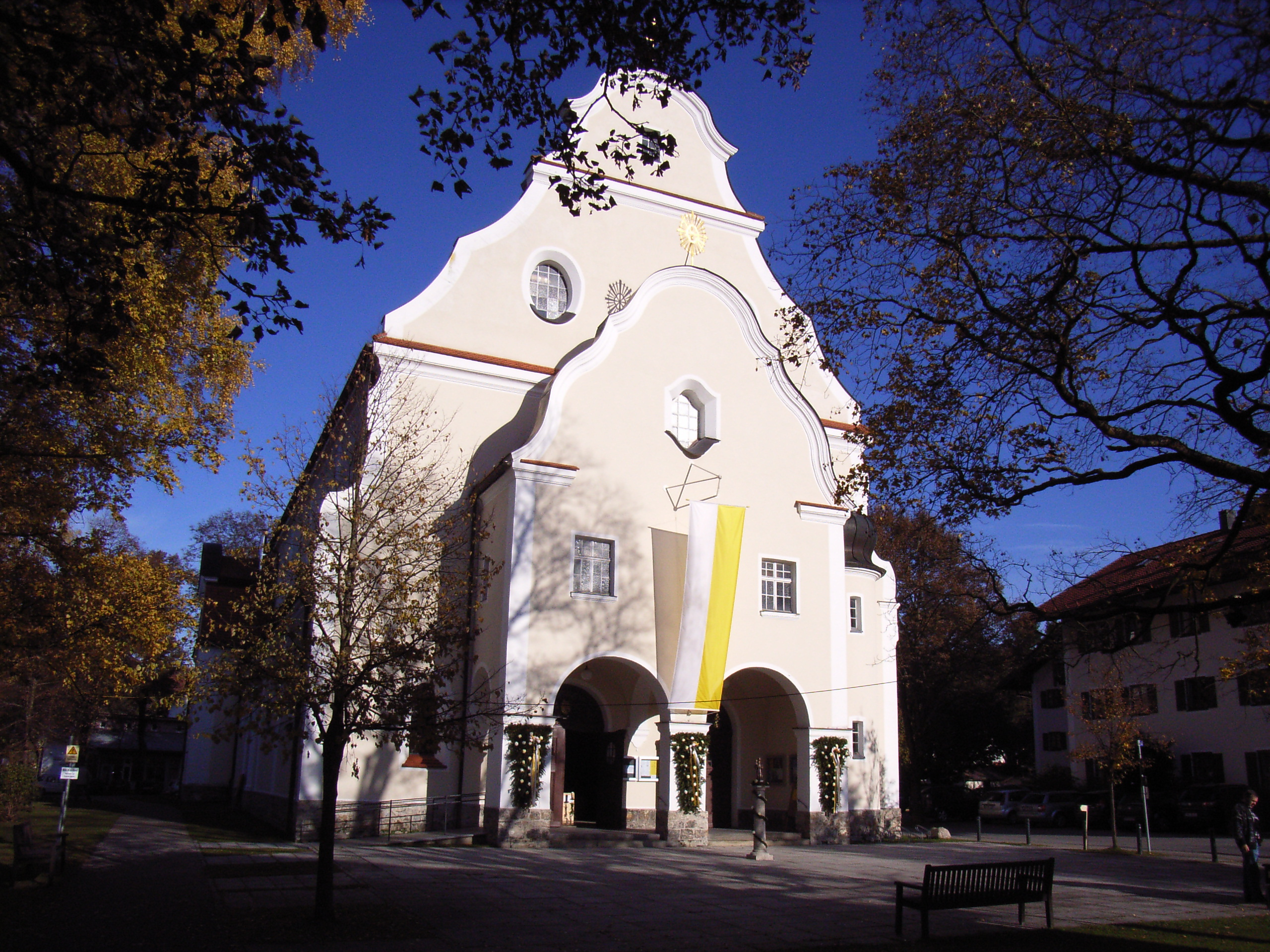
Kirchplatz mit Westfassade der Pfarrkirche St. Anton

Verlässt man die Kirche durch eines der beiden Portale im Westen, so steht man auf einem Platz mit einer neuen Antoniussäule, die anlässlich des hundertjährigen Kirchenjubiläums 2009 errichtet wurde. Zwischen den Häusern sieht man die Haushamer Alm, einem Moränenhügel mitten im Ort. Dieser Hügel wurde ursprünglich als möglicher Standort der Kirche in Betracht gezogen. Diese Überlegung wurde jedoch aufgrund der schlechten Zugänglichkeit wieder verworfen. Deshalb steht die Kirche heute in der Ortsmitte.

## Glocken
Vom Turm der Kirche St. Anton erklingen fünf Glocken in der Tonfolge cis1, e1, fis1, a1 und cis2 zum festlichen Geläut. Die vier größeren sind aus Gussstahl und wurden 1951 beim Bochumer Verein gegossen. Nur die kleine Glocke ist aus Bronze und stammt noch aus der Zwischenkriegszeit. Aufgrund der Altersschwäche und Schäden des Stahlglockenstuhls wurden 2019 der Glockenstuhl und die Joche aus Eichenholz ersetzt. Auf Wunsch des Pfarrers wurden die Klöppelfänger erbaut und der Läutewinkel erhöht.